# Klaus Stubenrauch
Klaus Stubenrauch (* 23. November 1930) ist ein ehemaliger Politiker (SED) und Staatssekretär.
Stubenrauch ist Diplom-Ingenieur für Maschinenbau und hat promoviert. Ab 1969 war er Staatssekretär im Ministerium für Wissenschaft und Technik der DDR. In der Regierung Regierung de Maizière war er (inzwischen parteilos) ab dem 2. Mai 1990 zunächst erneut Staatssekretär im neuen Ministerium für Forschung und Technologie. Bereits am 16. Mai 1990 wurde er von dieser Funktion wieder abberufen. Er blieb aber als Abteilungsleiter im Ministerium tätig.